# Coupe de Corée du Sud de football 2024
 (mars 2025).
Navigation
Coupe de Corée du Sud 2023 Coupe de Corée du Sud 2025
La coupe de Corée du Sud de football 2024 est la 29e édition de la Coupe de Corée du Sud, compétition à élimination directe mettant aux prises des clubs de football amateurs et professionnels affiliés à la Fédération de Corée du Sud de football, qui l'organise. Elle est parrainée par Hana Bank, et est connue sous le nom de Hana Bank Korea Cup(Hana Bank Coupe de Corée). Elle commence le 9 mars 2024. Le vainqueur de la compétition (L'équipe licenciée par l'AFC seulement) est qualifiée pour l'édition suivante de la Ligue des champions Élite de l'AFC(si le vainqueur finira sur 4e place en K League 1.) 2025-2026 ou la Ligue des champions 2 de l'AFC(si le vainqueur finira sous 5e place en K League 1.) 2025-2026.

## Synthèse

### Équipes par division et par tour
| Divisions / Matchs | 1er tour | 2e tour | 3e tour | 4e tour | 5e tour | 1/2 f. | Finale | Vainqueur |
| ------------------ | -------- | ------- | ------- | ------- | ------- | ------ | ------ | --------- |
| K League 1         | bye      | bye     | 8       | 6+4     |         |        |        |           |
| K League 2         | bye      | 13      | 6       | 6       |         |        |        |           |
| K3 League          | 11       | 11+3    | 2       | aucun   | aucun   | aucun  | aucun  | aucun     |
| K4 League          | 10       | 2+1     | 1       | aucun   | aucun   | aucun  | aucun  | aucun     |
| K5 League          | 8        | 2       | aucun   | aucun   | aucun   | aucun  | aucun  | aucun     |
| Total              | 30       | 32      | 24      | 16      | 8       | 4      | 2      | 1         |

## Résultats

### Premier tour
Les matches du premier tour se sont tenus les 9-10 mars 2024.
| Division | Club                | Score                   | Club                    | Division |
| -------- | ------------------- | ----------------------- | ----------------------- | -------- |
| (D5)     | Jeonju OFC          | 1 - 9                   | Gyeongju KSPO           | (D3)     |
| (D3)     | Chuncheon Citizen   | 2 - 0                   | Jeonju Citizen          | (D4)     |
| (D3)     | Daejeon KORAIL      | 3 - 1                   | Dangjin Citizen         | (D4)     |
| (D5)     | Dalseo Cheongsol FC | 0 - 4                   | Yeoju FC                | (D3)     |
| (D5)     | Byuksan Players     | 4 - 2ap                 | FC Chungju              | (D4)     |
| (D3)     | Siheung Citizen     | 3 - 2                   | Seoul Nowon United      | (D4)     |
| (D4)     | Jinju Citizen       | 5 - 1                   | Sin-an FC               | (D5)     |
| (D5)     | Eogok FC            | 2 - 1ap                 | FC Sejong               | (D4)     |
| (D3)     | Changwon FC         | 8 - 0                   | Deokgye Football Club   | (D5)     |
| (D5)     | Seobu FC            | 1 - 6                   | Busan Transportation FC | (D3)     |
| (D3)     | Yangpyeong FC       | 0 - 3                   | Pocheon Citizen         | (D3)     |
| (D5)     | FC Together         | 1 - 6                   | Geoje Citizen           | (D4)     |
| (D3)     | Paju Citizen        | 2 - 1                   | Namyangju FC            | (D4)     |
| (D3)     | Gangneung Citizen   | 4 - 0                   | Seoul Junglang FC       | (D4)     |
| (D4)     | Pyeongtaek Citizen  | 3 - 3ap 5 tirs au but 4 | Pyeongchang United      | (D4)     |
| (D3)     | Ulsan Citizen       | bye                     |                         |          |

### Deuxième tour
Les matches du deuxième tour se sont tenus les 23-24 mars 2024.
| Division | Club                             | Score                   | Club                       | Division |
| -------- | -------------------------------- | ----------------------- | -------------------------- | -------- |
| (D3)     | Gyeongju KSPO                    | 0 - 1                   | Ansan Greeners             | (D2)     |
| (D2)     | Suwon Samsung Bluewings          | 2 - 1                   | Chuncheon Citizen          | (D3)     |
| (D3)     | Daejeon KORAIL                   | 1 - 1ap 3 tirs au but 5 | Séoul E-Land               | (D2)     |
| (D3)     | Hwaseong FC                      | 2 - 0                   | Yeoju FC                   | (D3)     |
| (D5)     | Seoul Gwanak Byeoksan Players FC | 1 - 3                   | Gimpo FC                   | (D2)     |
| (D2)     | FC Anyang                        | 1 - 0                   | Siheung Citizen            | (D3)     |
| (D4)     | Jinju Citizen                    | 1 - 0                   | Chungnam Asan FC           | (D2)     |
| (D2)     | Cheonan City                     | 4 - 0                   | Gyeongnam Yangsan Eogok FC | (D5)     |
| (D3)     | Changwon FC                      | 0 - 1                   | FC Mokpo                   | (D3)     |
| (D2)     | Bucheon FC 1995                  | 2 - 1                   | Busan Transportation FC    | (D3)     |
| (D3)     | Pocheon Citizen                  | 0 - 3                   | Seongnam                   | (D2)     |
| (D2)     | Chungbuk Cheongju FC             | 2 - 0                   | Geoje Citizen              | (D4)     |
| (D3)     | Paju Citizen                     | 0 - 1                   | Gyeongnam                  | (D2)     |
| (D2)     | Jeonnam Dragons                  | 1 - 0                   | Gangneung Citizen          | (D3)     |
| (D4)     | Pyeongtaek Citizen               | 1 - 5                   | Mairie de Gimhae           | (D3)     |
| (D2)     | Busan IPark                      | 0 - 0ap 4 tirs au but 2 | Ulsan Citizen              | (D3)     |

### Troisième tour
Les matches du troisième tour se sont tenus le 17 avril 2024.
| Division | Club            | Score                   | Club                    | Division |
| -------- | --------------- | ----------------------- | ----------------------- | -------- |
| (D2)     | Ansan Greeners  | 0 - 1                   | Suwon Samsung Bluewings | (D2)     |
| (D2)     | Séoul E-Land FC | 0 - 1                   | FC Séoul                | (D1)     |
| (D1)     | Gangwon FC      | 3 - 1ap                 | Hwaseong FC             | (D3)     |
| (D2)     | FC Anyang       | 0 - 1ap                 | Gimpo FC                | (D2)     |
| (D4)     | Jinju Citizen   | 0 - 2                   | Daejeon Hana Citizen    | (D1)     |
| (D1)     | Jeju United     | 2 - 2ap 4 tirs au but 3 | Cheonan City            | (D2)     |
| (D3)     | FC Mokpo        | 1 - 2                   | Bucheon FC 1995         | (D2)     |
| (D2)     | Seongnam FC     | 1 - 0                   | Suwon FC                | (D1)     |
| (D1)     | Daegu FC        | 1 - 2ap                 | Chungbuk Cheongju FC    | (D2)     |
| (D2)     | Gyeongnam FC    | 1 - 0                   | Jeonnam Dragons         | (D2)     |
| (D1)     | Incheon United  | 1 - 0                   | Mairie de Gimhae        | (D3)     |
| (D1)     | Gimcheon Sangmu | 3 - 2ap                 | Busan IPark             | (D2)     |

### Huitièmes de finale
Les matches des huitièmes de finale se sont tenus le 19 juin 2024.
| Division | Club                 | Score                   | Club                    | Division |
| -------- | -------------------- | ----------------------- | ----------------------- | -------- |
| (D1)     | Pohang Steelers      | 1 - 1ap 5 tirs au but 4 | Suwon Samsung Bluewings | (D2)     |
| (D1)     | FC Séoul             | 0 - 0ap 5 tirs au but 4 | Gangwon                 | (D1)     |
| (D2)     | Gimpo                | 1 - 0                   | Jeonbuk Hyundai Motors  | (D1)     |
| (D1)     | Daejeon Hana Citizen | 0 - 0ap 7 tirs au but 8 | Jeju United             | (D1)     |
| (D2)     | Bucheon              | 2 - 3                   | Gwangju                 | (D1)     |
| (D2)     | Seongnam             | 1 - 1ap 5 tirs au but 4 | Chungbuk Cheongju       | (D2)     |
| (D1)     | Ulsan HD             | 4 - 4ap 3 tirs au but 0 | Gyeongnam               | (D2)     |
| (D1)     | Incheon United       | 0 - 0ap 4 tirs au but 3 | Gimcheon Sangmu         | (D1)     |

| 19 juin 2024 | Pohang Steelers (1)                                                 | 1 - 1 ap 5-4 t. a. b. | Suwon Samsung Bluewings (2)                                                   |                              |                              |
| 19h00 UTC+9  | BAEK Seong-dong 114e                                                | (0-0, 0-0, 0-1)       | 92e JEON Jin-woo                                                              | Steel Yard de Pohang, Pohang | Steel Yard de Pohang, Pohang |
| 19h00 UTC+9  | * Wanderson - BAEK Seong-dong - EO Jeong-won - Oberdan - LEE Ho-jae | Tirs au but 5-4       | * LEE Jong-seong - JEON Jin-woo - HAN Ho-gang - KIM Jong-hyeon - KIM Seong-ju | Steel Yard de Pohang, Pohang | Steel Yard de Pohang, Pohang |

| 19 juin 2024 | Gimpo (2)                       | 1 - 0 | Jeonbuk Hyundai Motors (1) |                                    |                                    |
| 19h00 UTC+9  | Bruno Fereira de Albuquerque 5e | (1-0) |                            | Stade de football de Solteo, Gimpo | Stade de football de Solteo, Gimpo |

| 19 juin 2024 | Bucheon (2)                              | 2 - 3 | Gwangju (1)                                                                   |                           |                           |
| 19h00 UTC+9  | HWANG Jae-hwan 41e · Rodrigo Bassani 90+ | (1-3) | 8e PARK Tae-jun · 32e LEE Geon-hee · 33e Gabriel Enrique de Souza de Oliveira | Stade de Bucheon, Bucheon | Stade de Bucheon, Bucheon |

| 19 juin 2024 | Seongnam (2)                                                                | 1 - 1 ap 5-4 t. a. b. | Chungbuk Cheongju (2)                                                          |                             |                             |
| 19h00 UTC+9  | Christie Manzinga 5e                                                        | (1-0, 1-1, 1-1)       | 46e KIM Ji-hun                                                                 | Stade de Tancheon, Seongnam | Stade de Tancheon, Seongnam |
| 19h00 UTC+9  | * SHIN Jae-won - YANG Tae-yang - KIM Jeong-hwan - YANG Si-hu - JANG Hyo-jun | Tirs au but 5-4       | * KIM Myeong-sun - JEONG min-woo - YOON Min-ho - JANG Hyeok-jin - HONG Won-jin | Stade de Tancheon, Seongnam | Stade de Tancheon, Seongnam |

| 19 juin 2024 | Ulsan HD (1)                                                               | 4 - 4 ap 3-0 t. a. b. | Gyeongnam (2)                                                                |                            |                            |
| 19h00 UTC+9  | LEE Chung-yong 42e (pen.) · Esaka 75e · UM Won-sang 79e · KIM Min-woo 114e | (1-1, 3-3, 3-4)       | 14e JO Sang-jun · 62e LEE Min-hyeok · 84e LEE Jong-eon · 101e SEOL Hyeon-jin | Stade d'Ulsan Munsu, Ulsan | Stade d'Ulsan Munsu, Ulsan |
| 19h00 UTC+9  | * JOO Min-kyu - Bojaniċ - UM Won-sang                                      | Tirs au but 3-0       | * LEE Gwang-seon - PARK Jun-ha                                               | Stade d'Ulsan Munsu, Ulsan | Stade d'Ulsan Munsu, Ulsan |

| 19 juin 2024 | Incheon United (1)                                                  | 0 - 0 ap 4-3 t. a. b. | Gimcheon Sangmu (1)                                                                |                                      |                                      |
| 19h00 UTC+9  |                                                                     | (0-0, 0-0, 0-0)       |                                                                                    | Stade de football d'Incheon, Incheon | Stade de football d'Incheon, Incheon |
| 19h00 UTC+9  | * Mugoša - KIM Do-hyeok - CHOI Woo-jin - KWON Han-gil - SHIN Jin-ho | Tirs au but 4-3       | * LEE Hyeon-shik - KIM Kang-san - KIM Dae-won - KIM Gyeong-jun - MAENG Seong-woong | Stade de football d'Incheon, Incheon | Stade de football d'Incheon, Incheon |

| 19 juin 2024 | FC Séoul (1)                                                           | 0 - 0 ap 5-4 t. a. b. | Gangwon (1)                                                             |                                            |                                            |
| 19h30 UTC+9  |                                                                        | (0-0, 0-0, 0-0)       |                                                                         | Stade de la Coupe du monde de Séoul, Séoul | Stade de la Coupe du monde de Séoul, Séoul |
| 19h30 UTC+9  | * Paločeviċ - LIM Sang-hyeop - PARK Dong-jin - HAN Seing-gyu - Wyllian | Tirs au but 5-4       | * Kamiya - SONG Jun-seok - SHIN Min-ha - LEE Yu-hyeon - LYU Gwang-hyeon | Stade de la Coupe du monde de Séoul, Séoul | Stade de la Coupe du monde de Séoul, Séoul |

| 19 juin 2024 | Daejeon Hana Citizen (1) | 0 - 0 ap 7-8 t. a. b. | Jeju United (1) |                                                |                                                |
| 19h30 UTC+9  | | (0-0, 0-0, 0-0)       | | Stade de la Coupe du monde de Daejeon, Daejeon | Stade de la Coupe du monde de Daejeon, Daejeon |
| 19h30 UTC+9  | * JU Se-jong - Anton Kryvochuk - LIM Deok-keun - KANG Yun-seong - Peniel Mlapa - Leandro - LEE Sun-min - LEE Jeong-taek - YOON Do-young - HONG Jeong-woon - LEE Chang-geun | Tirs au but 7-8       | * Reis - LIM Chang-woo - SEO Jin-su - LEE Ju-yong - YEON Je-un - KIM Tae-hwan - JEON Seong-jin - HAN Jong-mu - JO In-jeong - YEO Hong-gyu - KIM Dong-jun | Stade de la Coupe du monde de Daejeon, Daejeon | Stade de la Coupe du monde de Daejeon, Daejeon |

### Quarts de finale
Les matches des quarts de finale se sont tenus le 17 juillet 2024.
| Division | Club            | Score   | Club           | Division |
| -------- | --------------- | ------- | -------------- | -------- |
| (D1)     | Ulsan HD FC     | 1 - 0   | Incheon United | (D1)     |
| (D2)     | Gimpo FC        | 0 - 1   | Jeju United    | (D1)     |
| (D1)     | Pohang Steelers | 5 - 1   | FC Séoul       | (D1)     |
| (D1)     | Gwangju FC      | 3 - 2ap | Seongnam FC    | (D2)     |

| 17 juillet 2024 | Ulsan HD (1)    | 1 - 0 | Incheon United (1) |                                                                           |                                                                           |
| 19h00 UTC+9     | KIM Min-jun 27e | (1-0) |                    | Stade d'Ulsan Munsu, Ulsan Spectateurs : 4 498 Arbitrage : KIM Jong-hyeok | Stade d'Ulsan Munsu, Ulsan Spectateurs : 4 498 Arbitrage : KIM Jong-hyeok |

| 17 juillet 2024 | Gimpo (2) | 0 - 1 | Jeju United (1)   |                                                                                       |                                                                                       |
| 19h00 UTC+9     |           | (0-0) | 27e Yuri Jonathan | Stade de Gimpo Solteo de football, Gimpo Spectateurs : 1 508 Arbitrage : KO Hyung-jin | Stade de Gimpo Solteo de football, Gimpo Spectateurs : 1 508 Arbitrage : KO Hyung-jin |

| 17 juillet 2024 | Pohang Steelers (1)                                                                | 5 - 1 | FC Séoul (1)       |                                                                         |                                                                         |
| 19h00 UTC+9     | *Lee Ho-jae 45+2e - Oberdan Alionço 66e - Jeong Jae-hee 78e 90+2e - Jorge Luiz 86e | (1-0) | 67e Kang Seong-jin | Pohang Steel Yard, Pohang Spectateurs : 6 129 Arbitrage : SHIN Yong-jun | Pohang Steel Yard, Pohang Spectateurs : 6 129 Arbitrage : SHIN Yong-jun |

| 17 juillet 2024 | Gwangju (1)                                  | 3 - 2 ap        | Seongnam (2)                   |                                                                                    |                                                                                    |
| 19h00 UTC+9     | *Shin Chang-mu 23e 45+1e - João Magno 120+1e | (2-0, 2-2, 2-2) | *Lee Jung-min 89e - Ruiz 90+1e | Stade de Gwangju de football, Gwangju Spectateurs : 1 085 Arbitrage : KIM Yong-woo | Stade de Gwangju de football, Gwangju Spectateurs : 1 085 Arbitrage : KIM Yong-woo |

### Demi-finales
Les matches des demi-finales aller se sont tenus au 21 août 2024, et les demi-finales retour a lieu le 28 août 2024.
| Division | Club        | Aller | Total      | Retour | Club            | Division |
| -------- | ----------- | ----- | ---------- | ------ | --------------- | -------- |
| (D1)     | Jeju United | 2-2   | 3-4 (agg.) | 1-2    | Pohang Steelers | (D1)     |
| (D1)     | Gwangju FC  | 0-1   | 2-3(agg.)  | 2-2    | Ulsan HD        | (D1)     |

### Finale
Le match de la finale s'est tenu au 30e novembre 2024.
| Division | Club            | Score   | Club     | Division |
| -------- | --------------- | ------- | -------- | -------- |
| (D1)     | Pohang Steelers | 3 - 1ap | Ulsan HD | (D1)     |

| 30 novembre 2024 | Pohang Steelers                                             | 3 - 1 ap        | Ulsan HD        |                                                                 |                                                                 |
| 14h00 UTC+9      | Jeong Jae-hee 69e · Kim In-sung 112e · Kang Hyeon-je 120+5e | (0-1, 1-1, 1-1) | 38e Joo Min-kyu | Stade de la Coupe du monde de Séoul, Séoul Spectateurs : 27 184 | Stade de la Coupe du monde de Séoul, Séoul Spectateurs : 27 184 |